# Pražský mírový kongres (1813)

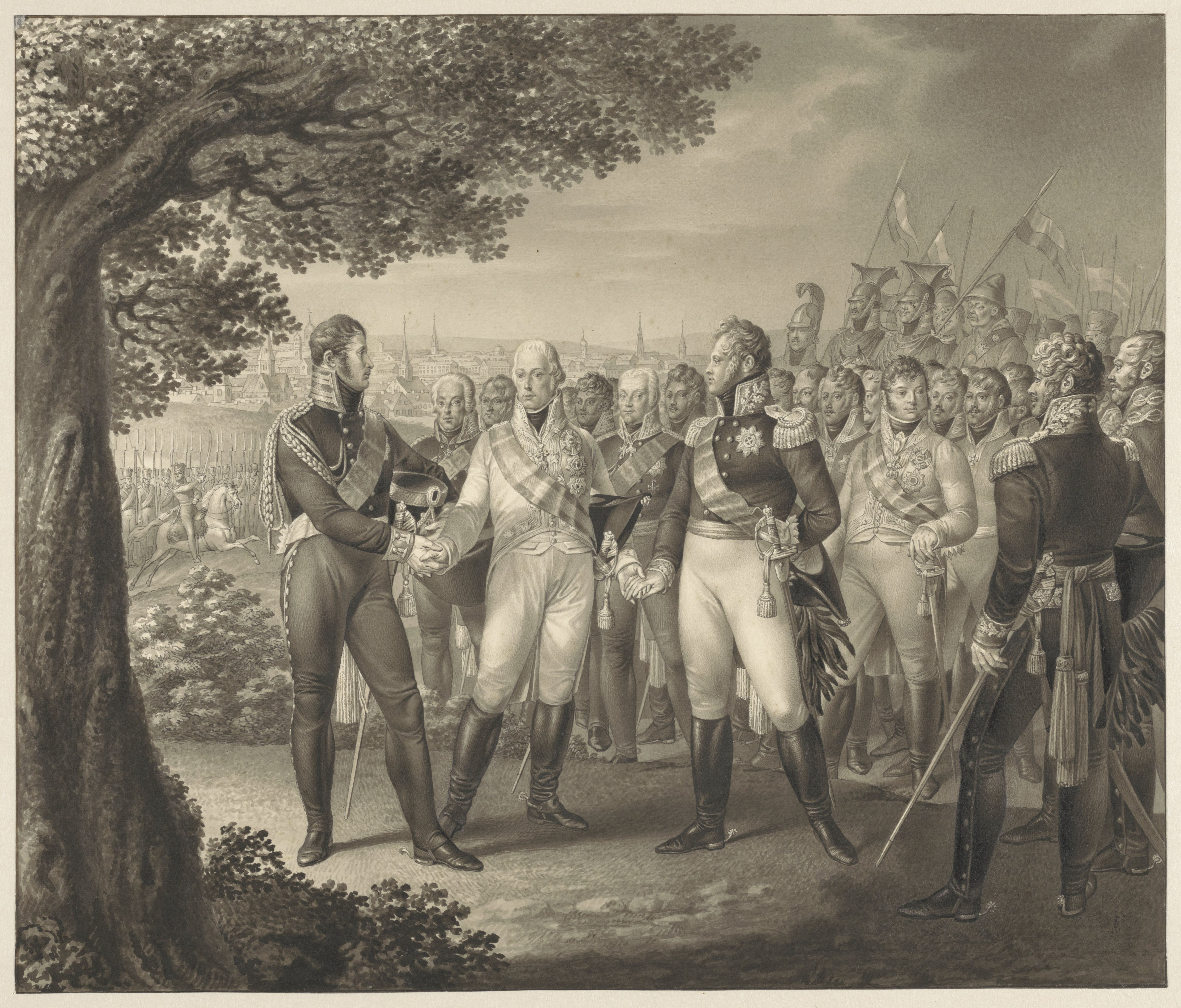
Zástupci Rakouska, Pruska a Ruska 18. srpna 1813 v Praze po vyhlášení války Francii

Pražský mírový kongres bylo politické setkání proběhlé ve dnech 12. července až 10. srpna 1813 v Praze, tehdejší součásti Rakouského císařství. Mělo sloužit k rakouskému zprostředkování ukončení války mezi Pruskem a Ruskem na jedné straně a Francií na straně druhé. Sjezd ovšem skončil bez dohody a spíše přispěl k tomu, že se Rakousko následně přidalo na stranu protinapoleonské koalice.

## Okolnosti
V jarním tažení tzv. osvobozenecké války v roce 1813 dosáhl francouzský císař Napoleon značných úspěchů, ale jeho armády utrpěly těžké ztráty. Byl proto připraven 6. června 1813 přijmout tzv. Pläswitzské příměří, aby získal čas k posílení a doplnění svých jednotek.
Rakouská politika, kterou do značné míry určoval ministerský předseda Metternich, si v této době ponechala otevřenou jak možnosti pokračování ve spojenectví s Francií, tak vstup do koalice a Metternich nadále působil jako prostředník mezi spojenci a Napoleonem. Dne 26. června 1813 došlo k setkání Napoleona a Metternicha v saských Drážďanech, které však zůstalo bezvýsledné. Již 27. června však byla uzavřena tzv. Reichenbašská úmluva mezi Ruskem, Rakouskem a Pruskem, v níž Rakousko deklarovalo ochotu vstoupit do koalice, pokud Francie nepřijme určité jeho podmínky. Ty zahrnovaly především zánik Varšavského velkovévodství, vyklizení Francouzi obsazených pevností v Prusku, navrácení ilyrských provincií Rakousku a nezávislost hanzovních měst na Francii.

## Kongres
Následně byly učiněny přípravy na mírový kongres konaný v Praze. Od 12. července 1813 byli v Praze přítomni Metternich jakožto zástupce Rakouska, Johann Protasius von Anstett jako reprezentant Ruska a Wilhelm von Humboldt Pruska. Francouzskou stranu v Praze nejprve zastupoval generál Louis Marie de Narbonne-Lara, který ale neměl žádný mandát k vyjednávání. Teprve po promyšleném zpoždění dorazil 28. července Napoleonův zástupce diplomat Armand de Caulaincourt.
Napoleon nechtěl dosáhnout nějakého podstatného výsledku, ale spíše získat čas. Doufal také, že dosáhne dohody s ruským carem Alexandrem I. Tato naděje ale v Praze rychle zhasla. Metternich navrhl vést jednání písemně prostřednictvím výměny nót: to mělo zabránit vyjednavačům, aby se za jeho zády dohodli. Francouzská delegace však s tímto postupem nesouhlasila. To znamenalo, že kongres fakticky selhal kvůli formálním problémům ještě předtím, než byl oficiálně zahájen.
V podstatě ani jedna strana už neměla zájem na dohodě. Spojenci ostatně nikdy nečekali, že by se Metternichovi podařilo přesvědčit Napoleona, aby ze svých nároků ustoupil. Sám Metternich byl nyní připraven na vstup Rakouska do války. Svou roli v tomto rozhodnutí hrála mj. francouzská zdržovací taktika, britské válečné úspěchy v Napoleonském Španělsku, realizace spojeneckého trachenberského plánu a další faktory. I rakouský císař František I. byl po nedávném úspěchu zbrojního úsilí připraven na válku.
7. srpna Metternich doručil jménem císaře Františka ultimátum Francouzům. Napoleon se pak měl vyjadřovat k podmínkám stanoveným spojenci v Reichenbašské úmluvě z června 1813, a to až do vypršení příměří 10. srpna. Kromě toho došlo k rozpuštění Rýnské konfederace a obnovení Pruska v hranicích roku 1806 a také k vzájemné garanci územního statutu všech států. To znamenalo, že pokud by Francie s podmínkami navrhované dohody souhlasila, ztratila by všechna svá dobytá území kromě Německa na levém břehu Rýna a severní Itálii. Napoleon toto ultimátum prostřednictvím svých diplomatů nepřijal, čímž pražský sjezd skončil.

## Důsledky
Metternich podepsal notu ohlašující boj o půlnoci 10. srpna 1813 v salonu vévodkyně Kateřiny Zahaňské ve Valdštejnském paláci. 12. srpna pak nechal dokument doručit rakouské vyhlášení války francouzskému velvyslanectví. O několik dní později začalo podzimní tažení koaličních sil, které nakonec vyústilo v Napoleonovu porážku v bitvě u Lipska mezi 16. a 19. říjnem 1813.